# Геродіан
Геродіан (приб. 170–240) — давньогрецький історик часів Римської імперії. Працював в часи імператорів з династії Северів та солдатських імператорів.

## Життєпис
Не має чітких та вірних відомостей ні щодо місця його народження, ні смерті, ні родини. Йомвірно він народився або в Олександрії Єгипетський, або в якомусь невеличкому сирійському місті. Напевне був сином дрібного чиновника з римської адміністрації. Його соціальний статус не відомий. Геродіан став відомим завдяки своїй історичній праці «Історія Риму від Марка Аврелія» з 8 книг. Тут дається опис подій після 180 року й закінчується правління імператора Гордіана III (238 рік). Написана ця праця грецькою мовою, живою, цікавою, з багатьма подробицями. Втім вони не завжди вірні. Завдяки Геродіан історики дізналися, зокрема, про аттичну нумерацію та систему зчислення. Доволі часто праця Геродіана перекладалася у XVI–XVIII століттях.